# Linnéa Jägrud
Linnéa Therése Tove Jägrud, född 28 juni 1979 i Köpenhamn, är en svensk limnolog, känd för sitt arbete för att återintroducera atlantstören till svenskt vatten efter att den varit nationellt utdöd i över ett sekel.

## Biografi
Jägrud har en magisterexamen i biologi på Göteborgs universitet. Hon är certifierad i både dykning och elfiske och har fartygsbefäl klass VIII.
Jägrud började arbeta på skogsstyrelsen och var en ledande del i WAMBAF projektet som främst arbetar med att bibehålla beståndet av bäver i Sverige och andra länder kring Östersjön. Hon har arbetat med att uppmärksamma idén om blå målklassning i länder som Brasilien och Ryssland. Efter 17 år på myndigheten började hon arbeta på Sportfiskarna och har initierat projektet att återintroducera atlantstören till Göta Älv.

## Störens återkomst
Projektet är ett försök att återföra atlantstören till Sverige. Fisken kan bli upp till 600 kilo stor och är en så kallad nyckelart som ger möjlighet för andra arter att ta tillbaks sin plats i älvens ekosystem. Detta projekt har gjorts i samarbete med bland andra Göteborgs naturhistoriska museum, Göteborgs universitet, Universeum, Sveriges lantbruksuniversitet (SLU Vilt, Fisk och Miljö)  och Leibniz-Institute for Freshwater Ecology and Inland Fisheries  i Tyskland. Den 18 juni 2024 släpptes de första 100 djuren ut i det vilda vid Bohus fästning.
Jägrud har tillsammans med den naturfotografen Tore Hagman tagit fram fotoutställningen Nordiska väsen-rödlistan. Bildutställningen är en fiktiv rödlista av nordiska väsen framtagen för att väcka uppmärksamhet om vikten av människans påverkan på naturen. Utställningen visas 2024 på flera museer runtom i Sverige och visas sommaren 2024 på Skansen i Stockholm.